# Филипьева, Елена Валерьевна
Еле́на Вале́рьевна Фили́пьева (укр. Олена Валеріївна Філіп'єва; род. 23 мая 1970, Днепрорудное, УССР) — украинская прима-балерина Национальной оперы Украины имени Тараса Шевченко. Народная артистка Украины (1993).

## Биография
Елена Филипьева родилась 23 мая 1970 года в г. Днепрорудном Запорожской области. Родители, которые были спортсменами, поначалу отдали девочку на занятия спортивной гимнастикой, затем она стала заниматься народными танцами в местном кружке.
В 1980 году поступила в Киевское хореографическое училище, во время учёбы жила в интернате. После выпуска в 1988 году была принята в балетную труппу Национального театра оперы и балета Украины. В кордебалете практически не танцевала, первой сольной партией в театре стала заглавная роль в балете «Жизель».
В 1993 году, в возрасте 23 лет, стала самой молодой Народной артисткой независимой Украины. В 1994 году выиграла золотую медаль Международного конкурса артистов балета «Майя», после чего по приглашению Майи Плисецкой неоднократно выступала на гастролях с труппой Гедиминаса Таранды «Имперский балет». Репетировала с Майей Плисецкой свои партии в балетах «Жизель» и «Кармен-сюита».
Гастролировала в России, Германии, Испании, Франции, Норвегии, Италии, Швейцарии, Канаде, США, Японии, Корее, Китае и других странах. В 1997 и 2010 годах была участником международного фестиваля «Сходы до Неба» (Киев). В 2011 году в рамках этого фестиваля выступила как хореограф в «Рождественских встречах: Три пиано», поставив балетную композицию «Танец Себя-Рассвета».
Получила высшее образование, закончив Международный славянский университет.

### Личная жизнь
В 2004 году Елена родила дочь Лизу, которую воспитывала одна.
13 июня 2013 года вышла замуж вторым браком за артиста балета Виталия Нетруненко.

## Репертуар
Елена Филипьева — балерина лирико-романтического плана.
- «Жизель» — Жизель
- «Баядерка» — Никия, Гамзати
- «Дон Кихот» — Китри
- «Лебединое озеро» — Одетта и Одиллия
- «Ромео и Джульетта» — Джульетта
- «Раймонда» — Раймонда
- «Шахеразада» — Зобеида
- «Спартак» в хореографии Анатолия Шекеро — Эгина
- «Щелкунчик» — Клара (Маша)
- «Кармен-сюита» — Кармен
- «Корсар» — Медора
- «Спящая красавица» — Аврора
- «Сильфида» — Сильфида
- «Лилея» К. Данькевича — Лилея
- «Лесная песня» Михаила Скорульского — Мавка
- «Венский вальс» — Карла
- Гран па из балета «Пахита» — Пахита
- «Золушка» в постановке Виктора Литвинова — Золушка
- «Фантастическая симфония» на музыку Берлиоза, хореография Анатолия Шекеро — Любимая
- «Легенда о Любви» — Мехмене-Бану
- «Тщетная предосторожность» — Лиза
- «Русалочка» — Русалочка
- «Ночь перед Рождеством» — Оксана
- «Мастер и Маргарита» — Маргарита

## Признание и награды
- 1989 — Третья премия и бронзовая медаль Международного конкурса артистов балета в Москве.
- 1992 — Заслуженная артистка Украины
- 1993 — Народная артистка Украины[3]
- 1994 — Золотая медаль Международного конкурса артистов балета «Майя»
- 1996 — Серебряная медаль Международного конкурса артистов балета в Нагое, Япония
- 1999 — Серебряная медаль Международного конкурса артистов балета в Токио, Япония
- 2001 — Орден княгини Ольги III степени[4]
- 2008 — Орден княгини Ольги II степени[5]
- 2019 — Орден княгини Ольги I степени[6]
- 2020 — Орден князя Ярослава Мудрого V степени[7]